# Saint-Aignan-sur-Ry
Saint-Aignan-sur-Ry – miejscowość i gmina we Francji, w regionie Normandia, w departamencie Sekwana Nadmorska.
Według danych na rok 1990 gminę zamieszkiwało 265 osób, a gęstość zaludnienia wynosiła 33 osoby/km² (wśród 1421 gmin Górnej Normandii Saint-Aignan-sur-Ry plasuje się na 643. miejscu pod względem liczby ludności, natomiast pod względem powierzchni na miejscu 464.).